# Ковоада
Ковоада (порт. Covoada)  —  район (фрегезия) в Португалии,  входит в округ Азорские острова. Расположен на острове Сан-Мигел. Является составной частью муниципалитета  Понта-Делгада. Население составляет 1259 человек на 2001 год. Занимает площадь 9,92 км².
Покровителем района считается Дева Мария (порт. Nossa Senhora da Ajuda). 